# Astreopora cenderawasih
Astreopora cenderawasih is een rifkoralensoort uit de familie van de Acroporidae. De wetenschappelijke naam van de soort is voor het eerst geldig gepubliceerd in 2011 door Wallace, Turak & DeVantier.